# Balfor (украинская группа)
Balfor — украинская блэк-метал-группа, основанная в 2001 году как проект Антона «Thorgeir» Примака с участием музыкантов из Khors, Raventale и Hate Forest.

## История
Проект Balfor был сформирован в 1997 году под именем Alter Ego музыкантами Thorgeir (бас-гитара, гитара, вокал) и Svart (гитара). В 2002 году был выпущен дебютный альбом «Волки Севера». В 2006 году группа выпустила мини-альбом Pure Barbaric для свободного скачивания. Впоследствии состав группы расширился и в августе 2009 года в украинской Blacklight Studio был записан второй полноформатный альбом Barbaric Blood, который вышел в 2010 году на лейбле Pulverised Records.
В 2015 году Balfor записали свой третий студийный альбом Black Serpent Rising, а в 2016 году подписали контракт с французским лейблом Drakkar Productions. В ноябре того же года было выпущен видеоклип на заглавный трек альбома,  продюсером и режисером которого выступил Андерс Кочин . Black Serpent Rising вышел 15 января 2017 года.

## Состав
- Антон «Thorgeir» Примак — гитара, вокал (2001 — наст. время), бас-гитара (2001—2005)
- Astaroth — гитара (2014 — наст. время)
- Athamas — бас-гитара, вокал (2013 — наст. время)
- Vithal — ударные (2018 — наст. время)

## Дискография
Студийные альбомы
- «Волки Севера» (2002)
- Barbaric Blood (2010)
- Black Serpent Rising (2017)

Мини-альбомы
- Pure Barbaric (2006)
- Heralds of the Fall (2013)